# Steganinae
Steganinae Hendel, 1917, è una sottofamiglia cosmopolita di insetti dell'ordine dei Ditteri (Brachycera: Cyclorrhapha: Acalyptratae). Costituisce il gruppo minore in cui si suddivide la famiglia dei Drosophilidae, di cui comprende meno di un quarto delle specie.

## Descrizione
Gli Steganinae sono un gruppo morfologicamente eterogeneo di piccoli moscerini, con il corpo lungo pochi millimetri e la livrea dai colori variabili dal giallo al bruno al nero, recante pigmentazioni zonali sul torace e sull'addome. Rispetto ai Drosophilinae manifestano una più spiccata eteroneità nei principali caratteri morfologici.
Hanno capo globoso con occhi relativamente grandi e antenne con arista generalmente piumosa, ma apparentemente priva di setole (micropubescente) in alcuni generi (Cacoxenus, Gitona, Acletoxenus). Il torace è convesso e presenta due setole acrosticali prescutellari. L'episterno ventrale presenta due setole robuste e della stessa lunghezza. Le ali sono ampie, con nervatura di varia conformazione: la costa si estende in genere fino alla media, ma in alcuni generi termina in corrispondenza dell'apice, alla confluenza di R4+5 (Cacoxenus, Leucophenga) oppure si presenta piuttosto debole fra R4+5 e la media (Gitona). La vena R4+5 e la media possono essere leggermente convergenti (Leucophenga) o marcatamente convergenti all'apice (Stegana, Pseudostegana). La cellula discale è fusa con la seconda basale (bm+dm), ma in alcuni generi la vena medio-cubitale basale separa nettamente le due cellule (Cacoxenus, Stegana, Amiota, Pseudostegana, Soederbomia). In Gitona, la medio-cubitale basale è presente ma evanescente perciò le due cellule sono apparentemente fuse.
| |
| Schema della nervatura alare in Stegana coleoptrata Fratture costali: hb: omerale; sb: subcostale. Nervature longitudinali: C: costa; Sc: subcosta; R: radio; M: media; Cu: cubito; A: anale. Nervature trasversali: h: omerale; r-m: radio-mediale; dm-cu: medio-cubitale discale; bm-cu: medio-cubitale basale. Cellule: br: 1ª basale; bm: 2ª basale; dm: discale; cup: cellula cup. |

I caratteri differenziali fondamentali comuni alla generalità degli Steganinae sono poco evidenti rispetto a quelli che accomunano i Drosophilinae, in quanto di natura più morfoanatomica che morfologica:
- i due bracci dorsolaterali del tentorio sono paralleli per almeno due terzi, mentre nei Drosophilinae tendono a divergere fin dalla base;
- i sensilli tricoidei anteriori del cibarium sono allineati in una semplice fila, contrariamente ai Drosophilinae, nei quali sono allineati lungo il perimetro di un quadrato o di un triangolo;
- gli stigmi del settimo urite del maschio sono assenti;
- manca uno degli sterniti addominali nel maschio.

Questi caratteri sono considerati apomorfici, a differenza di quelli riportati in precedenza, che sono considerati plesiomorfici e, quindi, ricorrenti indipendentemente in una parte della sottofamiglia ma, eventualmente, anche in altri Drosofilidi.

## Biologia
Gli Steganinae sono generalmente saprofagi allo stadio adulto e microfagi-saprofagi allo stadio larvale e sono associati a materiali organici di varia natura in decomposizione. Alcuni generi sono tuttavia noti per comprendere specie con larve entomofaghe predatrici o ectoparassitoidi (Acletoxenus, Gitona, Cacoxenus).

## Sistematica
A causa dell'eterogeneità morfologica, l'inquadramento sistematico degli Steganinae è stato controverso e confuso. Negli anni cinquanta, prima che si sviluppasse la sistematica su base cladistica, si contrapponevano due schemi tassonomici: uno che suddivideva i Drosophilidae in due sottofamiglie, Steganinae e Drosophilinae (Wheeler, 1952), un altro individuava quattro sottofamiglie, Camillinae, Drosophilinae, Steganinae e Amiotinae (Brues et al., 1954). In particolare, generi che attualmente sono inclusi fra gli Steganinae erano distribuiti da Brues et al. in tre diverse sottofamiglie: ad esempio, Leucophenga e Cacoxenus fra i Drosophilinae, Stegana negli Steganinae, Phortica negli Amiotinae. Hennig (1973) adottò dichiaratamente la ripartizione di Wheeler in due sottofamiglie, ma riteneva espressamente poco solida la struttura della suddivisione dei Drosophilidae. Lo stesso Wheeler (1987), nel Manual of Nearctic Diptera, non accenna ad una ripartizione dei Drosophilidae in sottofamiglie, limitandosi alla definizione delle chiavi di determinazione dei diversi generi del Neartico.
I contributi sostanziali alla definizione della sistematica degli Steganinae, sia nell'inquadramento tassonomico sia nella suddivisione in tribù e sottotribù, giungono alla fine degli anni ottanta, come coronamento degli studi condotti nell'arco di un trentennio da parte di diversi autori, in particolare Wheeler e Okada. Quest'ultimo, nel 1989, e Grimaldi, nel 1990, definiscono la struttura della ripartizione degli Steganinae in taxa di rango superiore a quello di genere, definendo anche - almeno in parte - le relazioni filogenetiche interne. Okada (1989), suddivide gli Steganinae in due tribù, Steganini e Leucophengini. Grimaldi (1990) revisiona la tribù degli Steganini, includendovi i Leucophengini, ma scorpora alcuni generi da entrambe le tribù definite da Okada per istituire una nuova tribù, quella dei Gitonini. Inoltre implementa l'albero tassonomico suddividendo Steganini e Gitonini in sottotribù. Lo schema tassonomico di Grimaldi è ancora incompleto in quanto vi sono ancora diversi generi incertae sedis, tuttavia è pienamente supportato dalla letteratura più recente a distanza di vent'anni. Il quadro attuale, riassunto e aggiornato da Bächli in una complessa banca dati (TaxoDros), contempla poco più di 800 specie di Steganinae, ripartite fra 2 tribù, 4 sottotribù, 29 generi.
La suddivisione in tribù e sottotribù, definita da Grimaldi, è la seguente:
- Sottofamiglia Steganinae
  - Tribù Gitonini
    - Sottotribù Acletoxonina
    - Sottotribù Gitonina

  - Tribù Steganini
    - Sottotribù Leucophengina
    - Sottotribù Steganina

Dei 29 generi, non tutti trovano una collocazione definita: allo stato attuale, cinque generi sono classificati come Steganinae incertae sedis e altri quattro sono collocati come incertae sedis nei Gitonini. Fra i 29 generi, infine, uno è estinto e comprende una sola specie fossile. La composizione della sottofamiglia, articolata nei suddetti gruppi sistematici, è attualmente strutturata secondo lo schema che segue. Per l'indicazione dei sinonimi e dei sottogeneri si rimanda alla trattazione generale della famiglia dei Drosophilidae.
- Sottotribù Acletoxenina (Steganinae: Gitonini)
  - Acletoxenus Frauenfeld, 1868: 4 specie.
  - Hyalistata Wheeler, 1960: 6 specie.
  - Mayagueza Wheeler, 1960: 1 specie.
  - Pseudiastata Coquillett, 1908: 6 specie.
  - Rhinoleucophenga Hendel, 1917: 22 specie.
  - Trachyleucophenga Hendel, 1917: 1 specie.
- Sottotribù Gitonina (Steganinae: Gitonini):
  - Amiota Loew, 1862: circa 130 specie.
  - Apenthecia Tsacas, 1983: 15 specie.
  - Apsiphortica Okada, 1971: 6 specie.
  - Cacoxenus Loew, 1858: 38 specie.
  - Crincosia Bock, 1982: 3 specie.
  - Erima Kertesz, 1899: 1 specie.
  - Gitona Meigen, 1830: 15 specie.
  - Paraleucophenga Hendel, 1914: 1 specie.
  - Phortica Schiner, 1862: circa 120 specie.
- Gitonini incertae sedis:
  - Pararhinoleucophenga Duda, 1924: 9 specie.
  - Parastegana Okada, 1971: 5 specie.
  - Pseudostegana Okada, 1978: 33 specie.
  - Electrophortica Hennig, 1965 (estinto): 1 specie fossile.
- Sottotribù Leucophengina (Steganinae: Steganini):
  - Allopygaea Tsacas, 2000: 3 specie.
  - Leucophenga Mik, 1886: circa 205 specie.
- Sottotribù Steganina (Steganinae: Steganini):
  - Eostegana Hendel, 1913: 11 specie.
  - Stegana Meigen, 1830: circa 145 specie.
- Steganinae incertae sedis:
  - Luzonimyia Malloch, 1926: 4 specie.
  - Neorhinoleucophenga Duda, 1924: 2 specie.
  - Soederbomia Hendel, 1938: 1 specie.
  - Pseudocacoxenus Duda, 1925: 1 specie.
  - Pyrgometopa Kertesz, 1901: 1 specie.